# 箱根★サン＝テグジュペリ 星の王子さまミュージアム
箱根★サン＝テグジュペリ 星の王子さまミュージアム（はこね サン＝テグジュペリ ほしのおうじさまミュージアム）は、神奈川県足柄下郡箱根町仙石原にあった「星の王子さま」および作者のアントワーヌ・ド・サン＝テグジュペリをテーマとした博物館。運営はTBSグロウディア。

## 概要
「星の王子さま」の作者であるアントワーヌ・ド・サン=テグジュペリの生誕100年を祝した世界的記念事業の一環として1999年6月29日に開業した。本館は鉄筋コンクリート造、2階建てで、建築面積1,205m2。
館内の展示ホールでは、写真や手紙、愛用品などの資料展示、1900年代の風景の再現が行われており、サン=テグジュペリの生涯や『星の王子さま』が生まれた経緯が解説されている。また、映像ホールは400インチスクリーンを備え、サン=テグジュペリの生涯や『星の王子さま』の物語を紹介する映像が流されている。
2004年1月5日に一時閉園するが、同年3月3日より運営会社のサハル株式会社からTBSホールディングス（TBSHD）関連会社のTBSトライメディア（TBSグロウディアの前身）に経営が引き継がれ、現在に至っている。
2009年7月にリニューアルオープンし、照明のLED化、吉谷桂子プロデュースによるヨーロピアンガーデンの設置、フランスの街並みの展示やミュージアムショップのリニューアルが実施された。
新型コロナウイルス感染症（COVID-19）流行による来園者の減少や建物の老朽化により2023年3月31日の営業を最後に閉園。
箱根登山バス「川向・星の王子さまミュージアム」停留所、小田急ハイウェイバス箱根線「川向」停留所の至近に所在する。

## 施設案内
- B612の広場
- ヨーロピアン・ガーデン
- 展示ホール
- 映像ホール
- サン=テグジュペリ教会
- カフェ ル・サンジェルマン・デ・プレ
- パルク・デュ・プチ・プランス（フランス式庭園）
- サン=モーリス・ド・レマンス城
- レストラン ル・プチ・プリンス
- ミュージアムショップ 五億の鈴

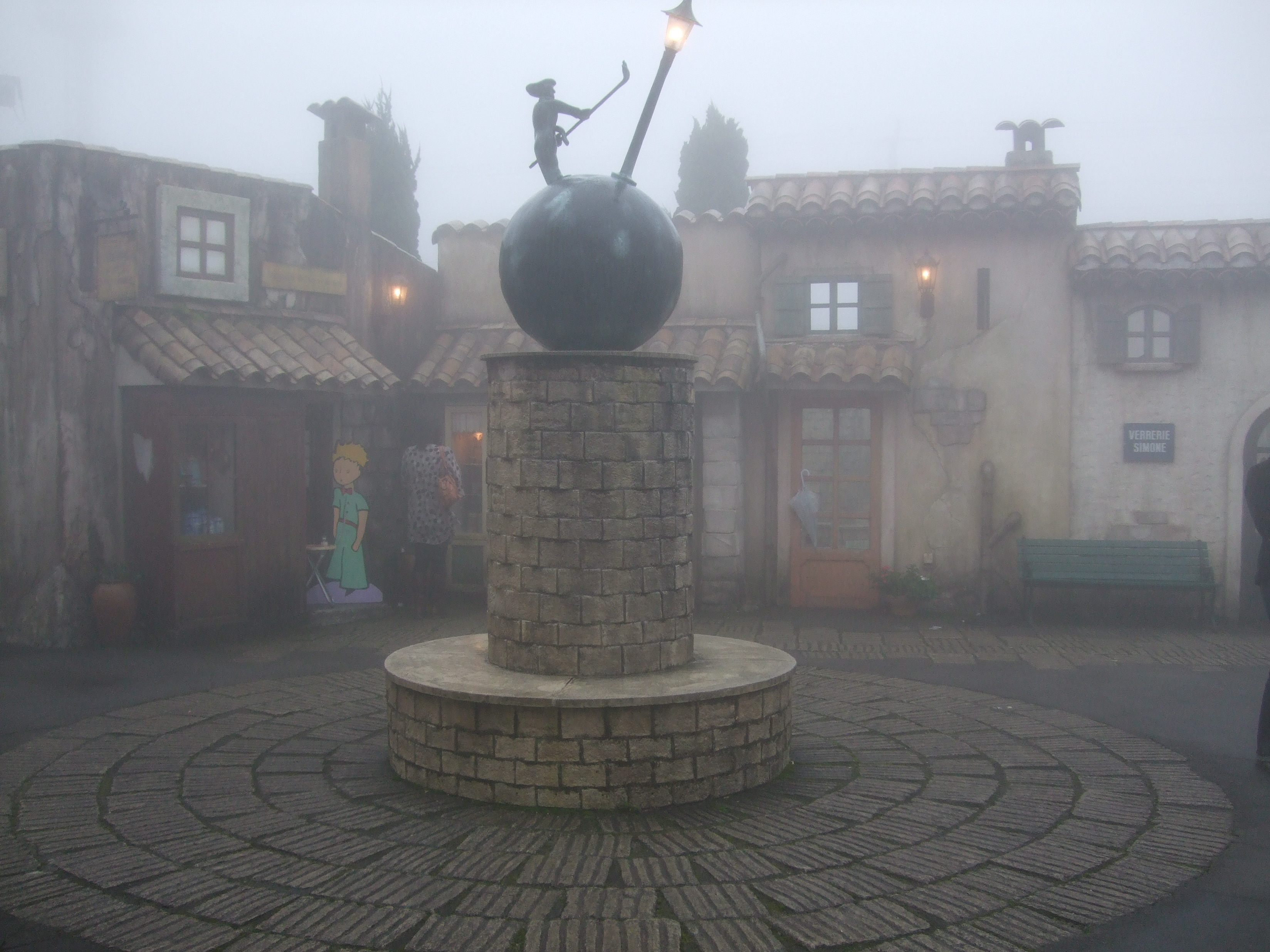
B612の広場
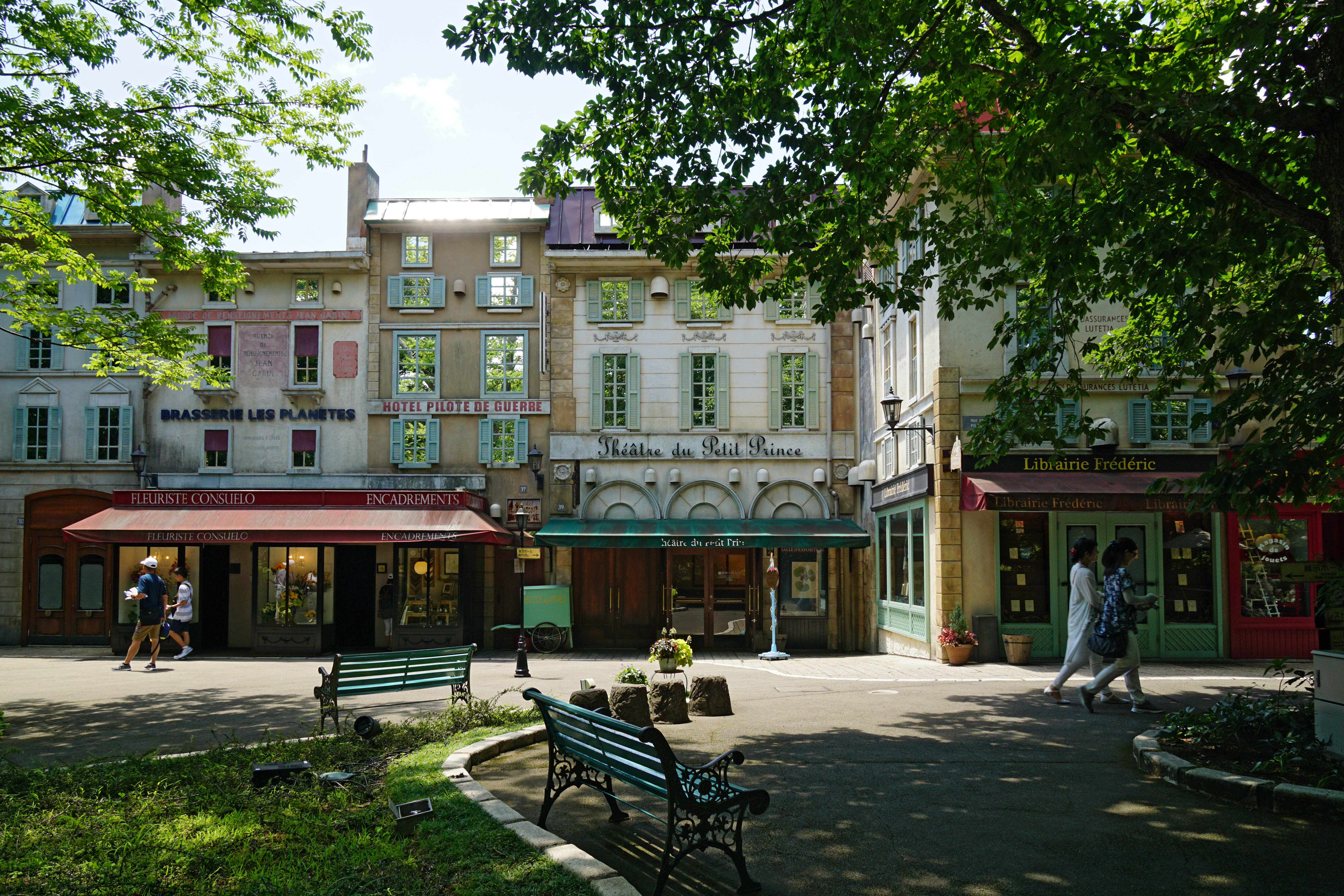
カフェ ル・サンジェルマン・デ・プレ
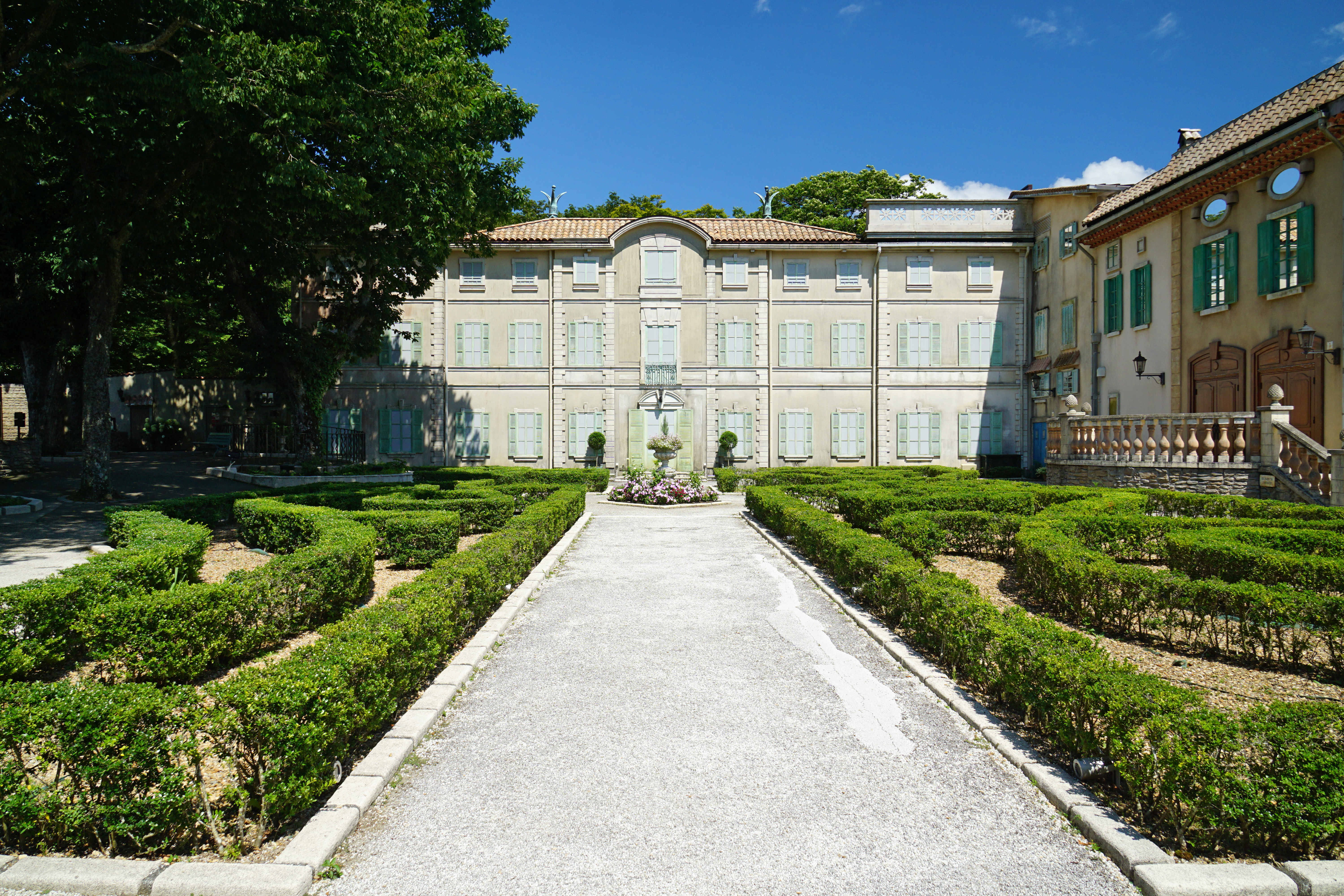
パルク・デュ・プチ・プランス（フランス式庭園）
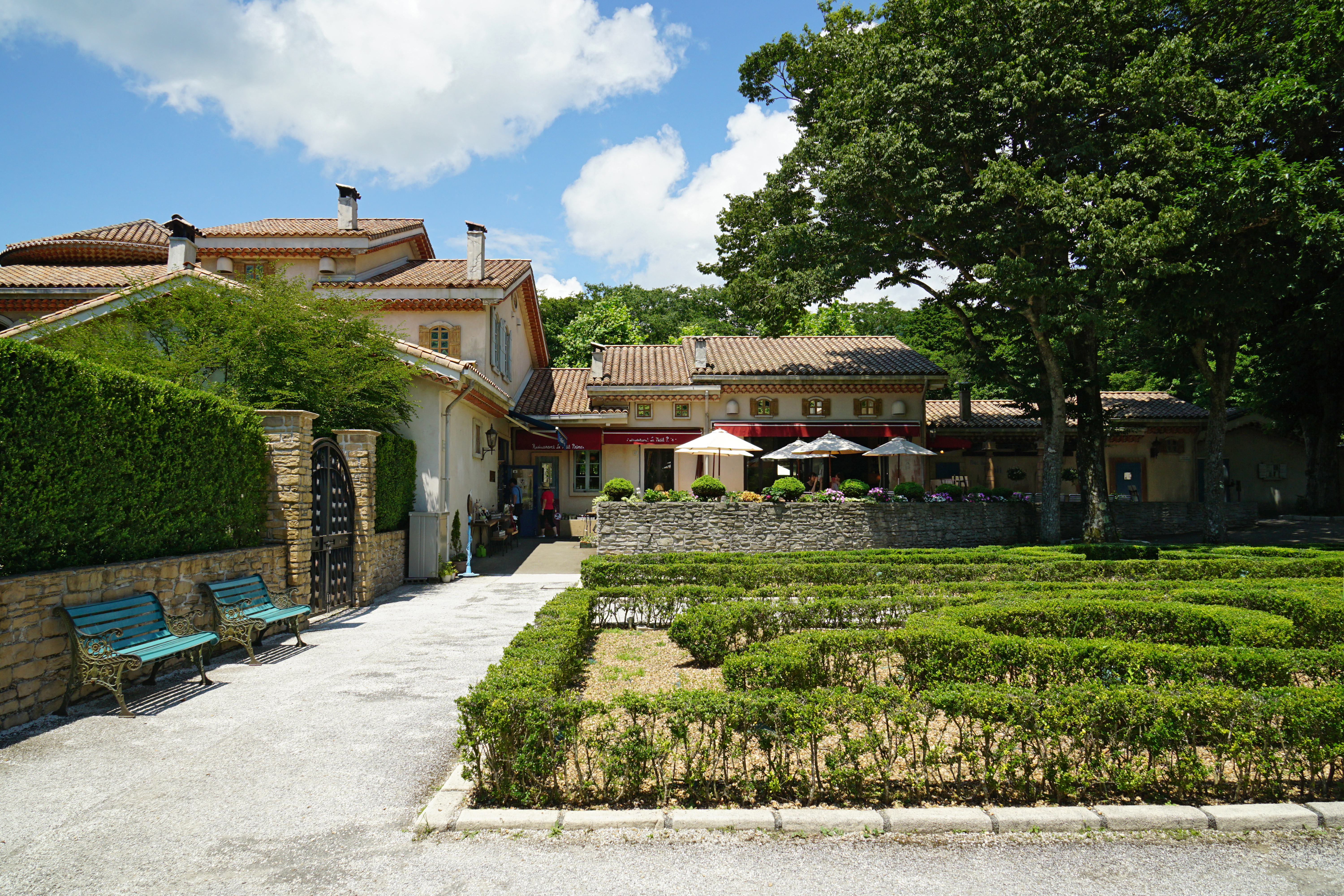
レストラン ル・プチ・プリンス
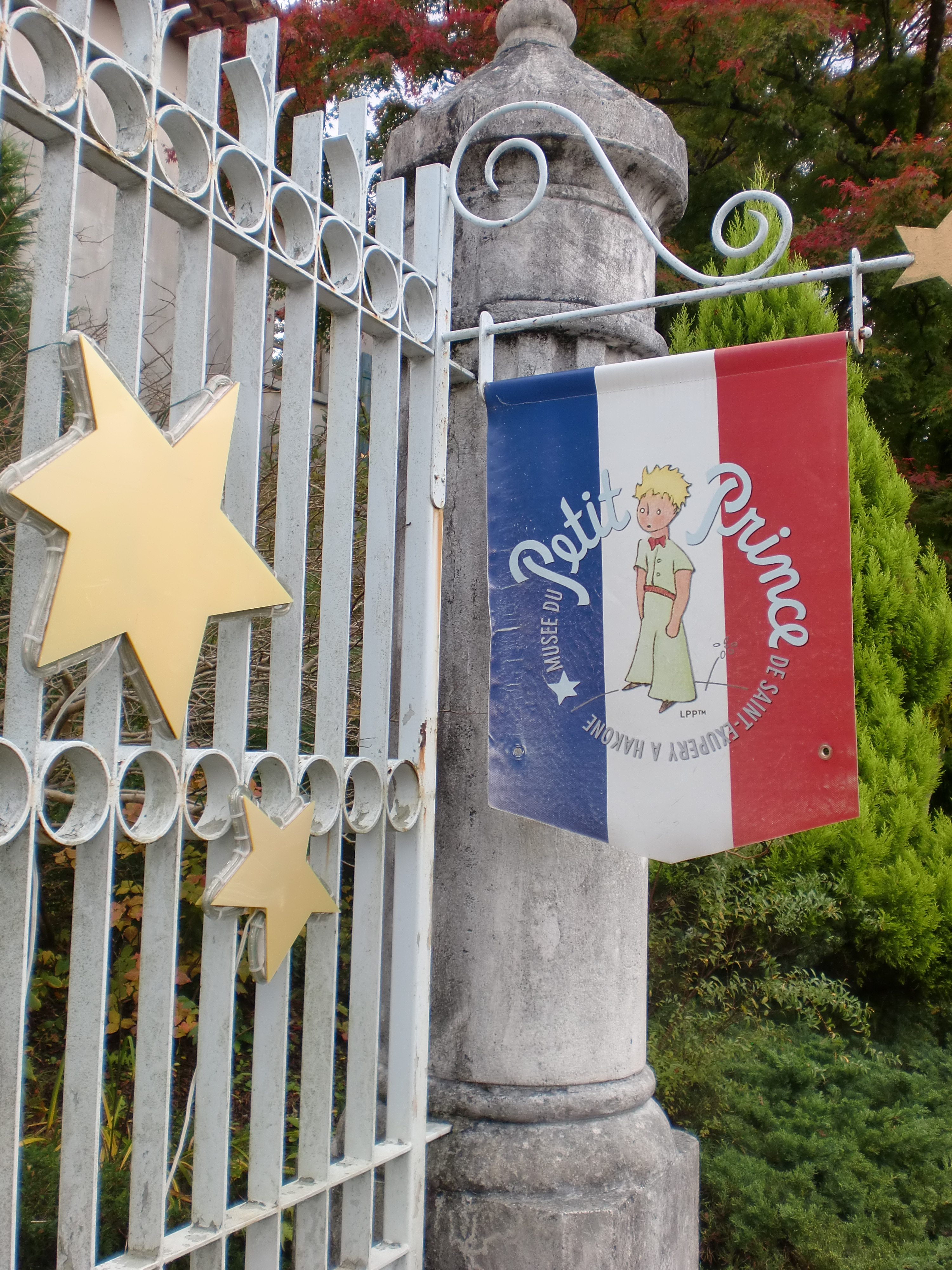

- サン=モーリス・ド・レマンス城の旗
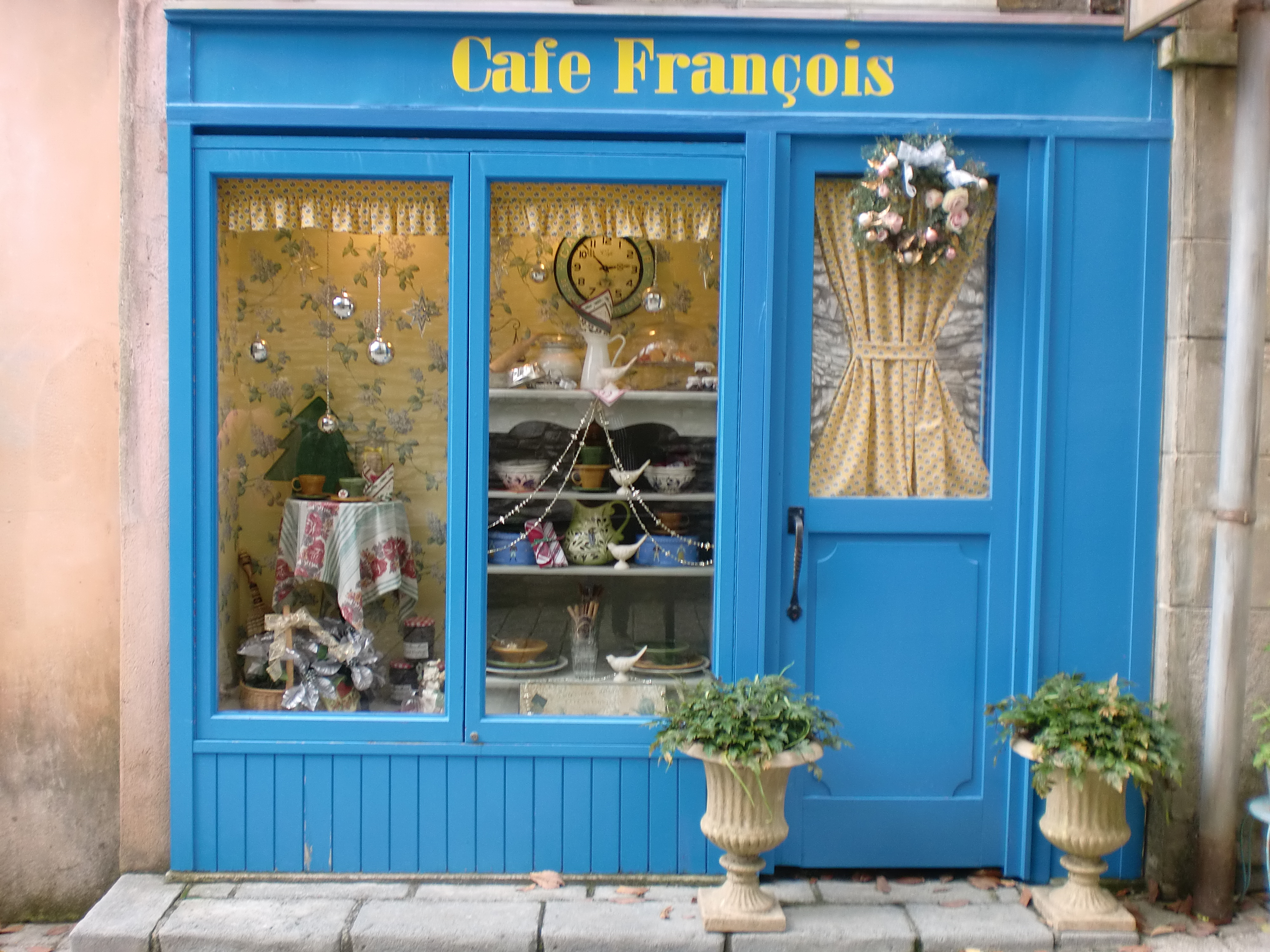
カフェフランソワ
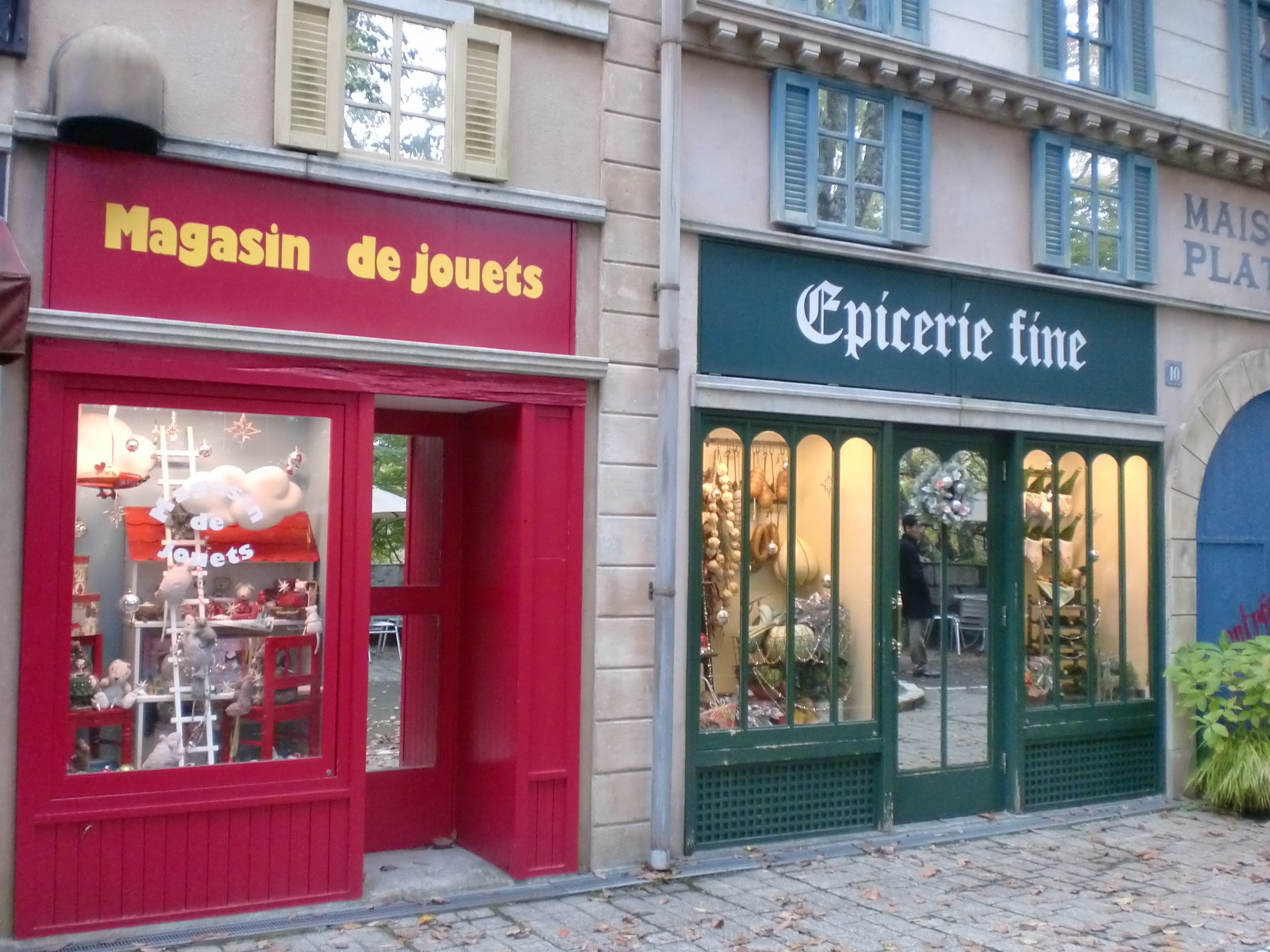
飛行士通りの街並み

## 撮影作品
- テレビ
  - フジテレビ『LIAR GAME』シーズン2 第5話「最終決戦へ向けて」（2009年12月08日放送）
  - TBSテレビ『アカデミーナイトG』（2018年2月13日、20日）
- プロモーションビデオ
  - Acid Black Cherry「愛してない」（2007年11月28日発売）
  - L'Arc〜en〜Ciel「GOOD LUCK MY WAY」（2011年6月29日発売）
  - fhána「World Atlas」（2018年3月28日発売）
- CD
  - 水樹奈々「NEOGENE CREATION」（2016年12月21日発売）